# Metoda fluksji
Metoda fluksji (łac. De Methodis Serierum et Fluxionum, ang. Method of Fluxions) – traktat matematyczny Isaaca Newtona, który służył jako najwcześniejsze pisemne sformułowanie współczesnego rachunku różniczkowego.
Książkę ukończono w 1671 r., a opublikowano w 1736 r. Mianem Fluxion Newton określał pochodną. Metodę opracował w Woolsthorpe Manor w czasie zamknięcia Uniwersytetu w Cambridge podczas wielkiej zarazy w Londynie w latach 1665-1667, ale nie zdecydował się na opublikowanie swoich prac (podobnie jego odkrycia, które wydane zostały w Philosophiae Naturalis Principia Mathematica, zostały opracowane w tym czasie i ukryte przed światem w notatkach Newtona przez wiele lat). Gottfried Leibniz niezależnie opracował swoją formę rachunku różniczkowego około 1673 r., 7 lat po tym, jak Newton opracował podstawy, co wiemy z zachowanych dokumentów, takich jak „the method of fluxions and fluents...” z 1666 r. Leibniz jednak opublikował swoje wyniki w 1684 r., dziewięć lat przed opublikowaniem przez Newtona swoich w innej niż Leibniza notacji w 1693 r.. Obecnie stosowana notacja rachunku różniczkowego to głównie notacja Leibniza, chociaż notacja kropkowa Newtona {\displaystyle {\dot {x}}} do oznaczania pochodnych w odniesieniu do czasu jest nadal używana w mechanice i analizie obwodów.
Method of Fluxions Newtona formalnie opublikowano pośmiertnie, ale po opublikowaniu swoich prac przez Leibniza między dwoma matematykami wybuchła zaciekła rywalizacja o to, kto pierwszy opracował rachunek, co skłoniło Newtona do ujawnienia swoich prac na temat pochodnych.

## Rozwój analizy matematycznej przez Newtona
Przez pewien czas obejmujący życie zawodowe Newtona analiza matematyczna była przedmiotem kontrowersji w środowisku matematycznym. Chociaż techniki analityczne dostarczyły rozwiązań długo nierozwiązanych problemów, w tym problemów kwadratury i znajdowania stycznych, nie wiadomo było, czy dowody tych rozwiązań można było sprowadzić do syntetycznych reguł geometrii euklidesowej. Analitycy często powoływali się na nieskończenie małe, infinitezymalne wielkości, aby uzasadnić swoje przekształcenia algebraiczne. Niektórzy współcześni Newtonowi matematycy, tacy jak Isaac Barrow, byli bardzo sceptyczni wobec takich technik, które nie miały jasnej interpretacji geometrycznej. Chociaż w swoich wczesnych pracach Newton również używał nieskończenie małych wielkości w swoich wyprowadzeniach nie uzasadniając ich, później rozwinął coś zbliżonego do współczesnej definicji granic, aby uzasadnić swoją pracę.